# Cerveja Viking
Viking Beer é uma marca islandesa, fabricada pela Vifilfell hf. A cervejaria está localizada em Akureyri, Islândia, uma pequena cidade ao sul do Círculo Polar Ártico. O nome da marca é derivado dos Vikings.

## História da cervejaria
A história da marca de cerveja Viking remonta a 1939, quando a Efnagerd Siglufjardar foi fundada na cidade de Siglufjordur, no norte da Islândia. Em 1945, a cervejaria mudou-se para Akureyri e o nome foi alterado para Efnagerd Akureyrar. Em 1962, uma nova fábrica foi construída em Furuvellir 18, onde ainda hoje está localizada. O nome da cervejaria foi alterado para Vífilfell hf em 1994. No início de 2001, a cervejaria se fundiu com a Vífilfell hf. criando assim a maior empresa da Islândia na indústria de bebidas.

## Marketshare
Atualmente, a Viking Beer é a cerveja mais vendida na Islândia, com mais de 30% da participação de mercado em 2013.

## Tipos de cerveja
A Viking produz principalmente cervejas lager. Os mais populares são:
- Viking Gylltur, 5,6% ABV.
- Cerveja Viking, 4,5% ABV.
- Viking Lite, 4,4% ABV.

Além do acima exposto, a cervejaria também fabrica cervejas sazonais para o Natal, Páscoa e Verão, além de algumas cervejas especiais durante todo o ano, como Stout e Organic Pils.